# Виктор (фильм)
«Виктор» (англ. Viktor) — франко-российский фильм, снятый Филиппом Мартинесом по собственному сценарию. В главных ролях снимались Жерар Депардьё и Элизабет Хёрли. Премьера состоялась 2 сентября 2014 года в Москве и 24 октября того же года в Нью-Йорке. Съёмки проходили в Москве и Грозном.
Сам Депардьё говорил о своей роли так: «Мне было интересно сыграть человека, который вдруг осознаёт, как пуста его жизнь — без благосостояния, без сына, без любви, — без тех, о ком можно заботиться. И понять это его заставляют сильные удары. Он получил большой тюремный срок, пускай и не за убийство, а за кражу картин. Но когда ты за решёткой, у тебя много времени, чтобы подумать о жизни. И это очень чёткий, сильный, яркий образ. Нашей главной задачей было сделать так, чтобы зритель сопереживал такому герою».

## Сюжет
Виктор Ламберт (Жерар Депардьё) — профессиональный вор, специализирующийся на краже произведений искусства. После отбытия тюремного срока во Франции Виктор отправляется в Россию. Он узнаёт, что его сын Джереми был жестоко убит за три месяца до выхода Виктора из тюрьмы. В поисках убийцы Виктору помогает его бывшие товарищи — русская Александра Иванова (Элизабет Хёрли) и чеченец Сулейман (Эли Данкер).

## В ролях
| Актёр            | Роль               |
| ---------------- | ------------------ |
| Жерар Депардьё   | Виктор Ламберт     |
| Элизабет Хёрли   | Александра Иванова |
| Эли Данкер       | Сулейман           |
| Денис Карасёв    | Антон Белинский    |
| Алексей Петренко | Ветров             |
| Игорь Яцко       | полицейский Вадим  |
| Раиса Гичаева    | Ирина              |

## Критика
Фильм получил негативные отзывы кинокритиков, которые в большинстве критиковали игру Депардьё, акцентируя внимание на его возрасте и весе. Он был хорошо принят во Франции, но в целом считается провалом.
Film Journal International пишет о слабых моментах фильма, заявив: «…к сожалению, проблема заключается в том, что Депардьё выглядит так, как будто его мучают несварение, а не жажда мести», «а фильм „Виктор“ на удивление скучный».